# Фестиваль Джераш
Фестиваль культури та мистецтва Джераш — це щорічна подія, що проходить у місті Джераш, Йорданія. Він є частиною Йорданського фестивалю, метою якого є збагачення культурної діяльності в Йорданії. Заснований у 1981 році королевою Нур, він включає кілька шоу у виконанні йорданських, арабських та іноземних артистів.

## Фестиваль
У 2015 році на фестивалі в Джераші виступили 40 різних йорданських артистів, а також популярні арабські співаки, такі як Нажуа Карам, Майя Діаб і Ваель Кфурі. Фестиваль є одним із найбільших культурних заходів у регіоні, який відвідують мільйони людей. 31-й фестиваль Джераш у 2016 році привернув увагу понад 100 000 відвідувачів, і рівень відвідуваності був вищим, ніж у попередньому році.